# NGC 373
NGC 373 je eliptická galaxie v souhvězdí Ryb. Její zdánlivá jasnost je 14,9m a úhlová velikost 0,4′ × 0,4′. Je vzdálená 253 milionů světelných let, průměr má 30 000 světelných let. Galaxii objevil 12. prosince 1876 John Dreyer, popsal ji jako „velmi slabá, velmi malá“.